# Générargues
Générargues är en kommun i departementet Gard i regionen Occitanien i södra Frankrike. Kommunen ligger i kantonen Anduze som tillhör arrondissementet Alès. År 2022 hade Générargues 711 invånare.

## Befolkningsutveckling
Antalet invånare i kommunen Générargues
Referens:INSEE